# CinEast
CinEast (prononcé "Ciné East" [sine i:st]) ou Festival du Film d’Europe Centrale et Orientale est un festival cinématographique à but non lucratif, organisé chaque année en octobre, en différents lieux dans et autour de Luxembourg.

## Festival
Le festival du film CinEast est consacré à la présentation d’œuvres cinématographiques actuelles en provenance de pays d'Europe centrale et orientale, ayant appartenu au « bloc de l'Est ». Bien que le festival se concentre sur les longs métrages de fiction récents, il présente également une sélection de documentaires, d’œuvres d'animation et de courts métrages. En dehors des projections de films, le festival propose également un riche programme d’évènements spéciaux, y compris des concerts, des expositions, des débats et des soirées gastronomiques. Chaque année le festival soutient un projet caritatif. CinEast est organisé par CinEast asbl. Depuis 2010, le festival comprend également une compétition officielle.

## Histoire
S'appuyant sur l'expérience acquise lors de la Semaine du Film Polonais en 2006, la première édition du Festival du Film d'Europe Centrale au Luxembourg s’est déroulée en octobre 2008. Des films de quatre pays (République Tchèque, Hongrie, Pologne et Slovaquie) ont été présentés dans les salles de l'Abbaye de Neumünster à Luxembourg. En 2009, la Cinémathèque de la Ville de Luxembourg est devenue le second lieu de projection et le festival a gagné en taille, à la fois en nombre de films et en nombre de spectateurs. En 2010, le festival a acquis le nom actuel de « CinEast » et s’est étendu à de nombreux nouveaux lieux pour une capacité double. La Roumanie est venue s’ajouter aux pays représentés et une compétition officielle a été introduite. L’édition 2011 a salué l’arrivée de la Bulgarie et a proposé près de 80 projections et de nombreux évènements, attirant plus de 7 000 participants. En 2012, CinEast ouvre ses portes aux pays baltes (Estonie, Lettonie, Lituanie) ainsi qu’à la Slovénie, la Croatie et la Serbie, portant le nombre de pays représentés à 12. L'édition 2013 a attiré plus que 9000 visiteurs  et était la première édition de présenter également la cinématographie du reste de l'ancienne Yugoslavie. La 7me édition en 2014 présentait plus de 55 longs métrages et 45 courts métrages de 18 pays et attirait 9800 visiteurs.. L'Ukraine and la Moldavie étaient représentées la première fois. En 2014 le jury international  était présidé par Sergei Loznitsa, en 2015 par Andrzej Zulawski qui devait annuler sa visite à cause de maladie. Depuis la 8ème édition, le festival attribue également le Prix de la Critique, choisi par le Jury Presse. L'édition de 2015 attirait un public de 9500 visiteurs avec plus de 50 longs métrages et 50 courts métrages. La 9ème édition avait lieu du 6 au 23 octobre 2016 et présentait plus de 60 longs métrages et 40 courts métrages de 18 pays de l'ancien bloc de L'Est et attirait plus que 10.400 visiteurs par les projections et évènements (musicales, gastronomiques, débats, exposition photographique). Le jury international était présidé par l'actrice/réalisatrice serbe Mirjana Karanović. La 10ème édition du festival a eu lieu du 5 au 22 octobre 2017 et a présenté plus de 100 films de 19 pays, la sélection ayant été élargie par films de l'Albanie cette année. Le jury international a été composé de la réalisatrice Anne Fontaine (présidente du jury), acteur Adrian Titieni, réalisatrice et productrice Bady Minck, producteur Philippe Carcassonne et Oliver Baumgarten, le directeur artistique du Festival Max-Ophüls Preis. Le Jury Presse a été composé de Pablo Chimienti (Le Quotidien), Valerija Berdi (Radio 100,7) et Matthew Boas (Cineuropa.org).

## Edition Actuelle
La 15ème édition de CinEast s'est déroulée du 6 au 23 octobre 2022.

## Prix
2022
- Grand Prix – Gentle de László Csuja et Anna Nemes
- Prix spécial du Jury – 107 Mothers de Peter Kerekes
- Prix de la Critique – How Is Katia? de Christina Tynkevych
- Prix jeunes talents – The Uncle de David Kapac et Andrija Mardesic
- Prix du public – Sonata de Bartosz Blaschke
- Prix du public du meilleur court-métrage de fiction – Branka de K. Kovács Ákos
- Prix du public du meilleur court-métrage d'animation – This Will Not Be A Festival Film de Julia Orlik
- Prix du public du meilleur court-métrage documentaire – Attention All Passengers de Marek Moucka

2021
- Grand Prix – Murina de Antoneta Alamat Kusijanović
- Prix spécial du Jury – Never Gonna Snow Again de Małgorzata Szumowska et Michał Englert
- Prix de la Critique - Miracle de Bogdan George Apetri
- Prix jeunes talents - Love Tasting de Dawid Nickel
- Prix du public – Love Around The World de Davor Rostuhar et Andjela Rostuhar
- Prix du public du meilleur court-métrage de fiction – Boredom de Alica Bednáriková
- Prix du public du meilleur court-métrage d'animation - Red Shoes de Anna Podskalská
- Prix du public du meilleur court-métrage documentaire - Stolen Fish de Gosia Juszczak

2020
- Grand Prix – Les Séminaristes de Ivan Ostrochovský
- Prix spécial du Jury – Mare de Andrea Štaka
- Prix de la Critique - Stories from the Chestnut Woods de Gregor Božič
- Prix du Public – L'Affaire collective d'Alexander Nanau
- Prix du public du meilleur court-métrage de fiction – Lake of Happiness de Aliaksei Paluyan
- Prix du public du meilleur court-métrage d'animation - Way of Silvie de Verica Pospíšilová Kordić
- Prix du public du meilleur court-métrage documentaire - We Have One Heart de Katarzyna Warzecha

2019
- Grand Prix – Oleg de Juris Kursietis
- Prix spécial du Jury – Corpus Christi de Jan Komasa
- Prix de la Critique - Corpus Christi de Jan Komasa
- Prix du Public – Honeyland de Ljubomir Stefanov et Tamara Kotevska
- Prix du public du meilleur court-métrage de fiction – The Christmas Gift de Bogdan Muresan
- Prix du public du meilleur court-métrage d'animation - Toomas Beneath The Valley Of The Wild Wolves de Chintis Lundgren
- Prix du public du meilleur court-métrage documentaire - Dancing For You de Katarzyna Lesisz

2018
- Grand Prix – One Day de Zsófia Szilágyi
- Prix spécial du Jury – Winter Flies de Olmo Omerzu
- Mention spéciale – Ága de Milko Lazarov
- Prix de la Critique - Ága de Milko Lazarov
- Prix du Public – The Other Side Of Everything de Mila Turajlić
- Prix du public du meilleur court-métrage de fiction – A Siege de István Kovács
- Prix du public du meilleur court-métrage d'animation - The Box de Dušan Kastelic
- Prix du public du meilleur court-métrage documentaire - Vika de Marta Iwanek et Christian Borys

2017
- Grand Prix – Birds Are Singing In Kigali de Joanna Kos-Krauze et Krzysztof Krauze
- Prix spécial du Jury – Soldiers. A Story From Ferentari de Ivana Mladenović
- Prix de la Critique – Taxi Sofia de Stephan Komandarev
- Prix du Public – The Constitution de Rajko Grlić
- Prix du public du meilleur court-métrage de fiction – Into the Blue de Antoneta Alamat Kusijanović
- Prix du public du meilleur court-métrage documentaire – Close Ties de Zofia Kowalewska
- Prix du public du meilleur court-métrage d’animation – Gamer Girl de Irena Jukić Pranjić

2016
- Grand Prix – Mellow Mud (Es Esmu Šeit) de Renārs Vimba
- Prix spécial du Jury – Kills on Wheels (Tiszta szívvel) de Attila Till
- Prix de la Critique – 11 Minutes de Jerzy Skolimowski
- Prix du Public – Planet Single de Mitja Okorn
- Prix du public du meilleur court-métrage de fiction - Romantik de Mateusz Rakowicz
- Prix du public du meilleur court-métrage documentaire - Education de Emi Buchwald
- Prix du public du meilleur court-métrage d’animation - Happy End de Jan Saska 2015

2015
- Grand Prix – Body (Ciało) de Małgorzata Szumowska
- Prix spécial du Jury – Babai, mon père de Visar Morina
- Prix de la Critique – Le Fils de Saul de László Nemes
- Prix du Public – Losers (film, 2015) d'Ivaïlo Hristov
- Prix du public du meilleur court-métrage de fiction - Shok de Jamie Donoughue
- Prix du public du meilleur court-métrage documentaire - 2nd floor / 2.em de Hajni Kis
- Prix du public du meilleur court-métrage d’animation - Nina de Veronika Obertová & Michaela Čopíková (Ové Pictures) 2014

2014
- Grand Prix – The Way Out (Zaneta) de Petr Václav
- Prix spécial du Jury – Viktoria de Maya Vitkova
- Prix du Public – La vie est belle de Maciej Pieprzyca
- Prix du public du meilleur court-métrage de fiction - Little Secret de Martin Krejčí
- Prix du public du meilleur court-métrage documentaire - Down On The Corner de Nikola & Corina Schwingruber Ilić
- Prix du public du meilleur court-métrage d’animation - Baths de Tomasz Ducki 2013

2013
- Grand Prix - Circles de Srdan Golubović
- Prix spécial du Jury - Heavenly Shift de Mark Bodzsar
- Prix du Public - Circles de Srdan Golubović

2012
- Grand Prix – Everybody In Our Family de Radu Jude
- Prix spécial du Jury – Tilva Rosh de Nikola Ležaić
- Prix du public – Mushrooming de Toomas Hussar
- Prix du public pour le meilleur court-métrage – Frozen Stories de Grzegorz Jaroszuk

2011
- Grand Prix – Bruegel, le Moulin et la Croix de Lech Majewski
- Prix spécial du Jury – Adrienn Pál de Ágnes Kocsis
- Prix du public – Czech Made Man de Tomáš Řehořek

2010
- Grand Prix – Morgen de Marian Crișan
- Prix du public – Morgen de Marian Crişan